# LiteStep
LiteStep est une alternative à l'environnement de bureau fourni avec les systèmes d'exploitation de Microsoft. Plus exactement, c'est un shell graphique libre alternatif à Explorer.
C'est un logiciel libre distribué selon les termes de la licence publique générale GNU.

## Historique
En décembre 1997, Francis Gastellu développe une première version (v1.0 ß1) de ce qui s'appelait originellement SimpleStep, un shell de remplacement pour Windows 95. Après quelques mois, beaucoup de mises à jour ont été publiées, et le projet fut renommé LiteStep.
Entre le 14 décembre 1997 et le 6 mai 1998, Francis Gastellu sort plus de 23 versions beta de LiteStep, et publie finalement une version finale 1.0. Il publia ensuite LiteStep sous licence GPL, et laissa le développement à Brandon Williams (Floach) qui fonda la Litestep Development Team (LSDev).

## Fonctionnement
LiteStep (LS en abrégé) se compose de base d'un exécutable principal, de quelques bibliothèques logicielles et d'un fichier step.rc. Cela constitue la 'base'. L'exécutable permet de lancer le logiciel, les bibliothèques fournissent notamment le support des fichiers images, variables, parseur, hook (et autre…), tandis que le fichier 'step.rc' permet de configurer le fonctionnement de LS. Cette base ne fournit qu'une dizaine de commandes en tout : les conditions, les inclusions de fichiers, et le chargement de librairies supplémentaires, que l'on nomme dans le milieu 'modules'.
Toute la souplesse de LiteStep se joue sur ces modules : la possibilité de charger des modules en fonction des besoins de l'utilisateur final permet un fonctionnement optimisé, léger et rapide de l'interface. En général, ces modules permettent d'afficher une barre des tâches, un menu déroulant (popup), un bouton cliquable, des icônes…

## Open Theme standard
Donc chaque utilisateur peut se créer sa propre interface en éditant le fichier step.rc et en chargeant des modules. Mais, un problème est apparu, lorsque chacun a voulu partager sa configuration. En effet, il n'était pas évident de trouver les bons modules (et la bonne version), écraser la configuration actuelle et faire que le thème soit adapté aux besoins de l'utilisateur final. L'Open Theme Standard (OTS) a été mis en place pour faciliter l'échange de configurations.

### OTS 1
Cette première version proposait une hiérarchisation des commandes, en les répartissant par thème dans des fichiers et dossiers (via la commande include). Dans un dossier theme était placé les différentes configurations, qui ont été rebaptisées Thèmes. Tous les thèmes seront installés dans ce répertoire, ainsi, l'utilisateur final n'a plus qu'à choisir au gré de ses humeurs. Dans un autre dossier Personal se trouvent tous les paramètres qui doivent rester en commun à chaque thème.

### OTS 2
Cette deuxième version de l'OTS a été mise au point pour pallier certains problèmes comme le support multi-utilisateur et la redondance de modules dans chaque thèmes (plusieurs thèmes utilisent le même module, or que chaque thème a une copie du module dans son dossier).
L'OTS 2 est donc une version améliorée de l'OTS 1, on y retrouve quasiment les mêmes dossiers en plus du dossier module, et une hiérarchie légèrement différente. Désormais, lorsqu'un thème est installé sur un ordinateur, un module dédié va télécharger les modules dont le thème a besoin pour fonctionner, et le placera dans le dossier module.

### OTS 2.5
OTS 2.5 n'est pas réellement une nouvelle version : il s'agit plus d'améliorations proposées par des utilisateurs passionnés, qui proposent leurs propres standards, sans que cela soit acquis. Nous pouvons principalement citer les GlobalScheme, qui proposent une cohérence graphique commune pour chaque thème.